# گروتسک (فیلم ۱۹۹۵)
گروتسک (انگلیسی: The Grotesque) فیلمی است که در سال ۱۹۹۶ منتشر شد. از بازیگران آن می‌توان به آلن بیتس، لینا هیدی، ترزا راسل، مایکل کرانین و استینگ اشاره کرد.